# Pántos György
Pántos György (Salgótarján, 1924. május 4. – Sopron, 1986. január 9.) talajbiológus, agrokémikus, a mezőgazdasági tudomány kandidátusa.

## Életútja
A Magyar Agrártudományi Egyetemen folytatott tanulmányokat, ahol 1949-től a talajtani tanszéken dolgozott gyakornokként. Mezőgazdasági mérnöki oklevelét 1950-ben szerezte meg, azt követően a talajtani tanszék tanársegédévé nevezték ki. 1952-től 1955-ig a moszkvai Tyimirjazev Mezőgazdasági Akadémián töltötte aspirantúráját, amelynek végeztével, 1955-ben megszerezte a mezőgazdasági tudomány kandidátusa címet (ezt 1956-ban honosították). Hazatérését követően, 1956-ban az MTA soproni Talajbiológiai Kutató Laboratóriumában kapott tudományos főmunkatársi, rövid idő múltán igazgatóhelyettesi kinevezést. 1959-től 1961-ig igazgatóként irányította a laboratóriumban folyó tudományos kutatást.
Ezzel párhuzamosan, 1958 és 1962 között a soproni Erdőmérnöki Főiskola (1962 után Erdészeti és Faipari Egyetem) Termőhelyismerettani Tanszékén oktatott docensként, majd 1962-től haláláig egyetemi tanárként. 1960-tól egyúttal a tanszék, illetve a mikrobiológiai kutatócsoport vezetője is volt. 1966-tól 1969-ig az egyetem tudományos rektorhelyettesi feladatait látta el.

## Munkássága
Kutatásainak homlokterében a talaj-mikrobiológia legkülönfélébb kérdései álltak. Foglalkozott az erdei ökoszisztéma energiaforgalmával, a rizoszférában (gyökerek átjárta talajrétegben) élő mikroorganizmusok vitaminszintetizáló képességével, a talajlakó nitrogénkötő baktériumok és a talajban mutatkozó nitrogéntöbblet összefüggéseivel, a szikes talajok szénsalakos és pernyés javításával, valamint szennyvizek biológiai derítésével.

## Főbb művei
- Agrokémia. Budapest. 1951. [Márkus Lászlóval és Nagymihály Ferenccel]
- A búza rizoszféra-baktériumainak főformái, fiziológiai tulajdonságaik és kölcsönös kapcsolataik a növénnyel. Budapest. 1956.
- A szén asszimilálása a mikroorganizmusok anyagcseréjében. Sopron. 1966.
- Termőhelyismerettan I–IV. Sopron. 1971. [Szerkesztette]